# 128439 Chriswaters
128439 Chriswaters este o planetă minoră (asteroid) din centura de asteroizi. A fost descoperită pe 10 iulie 2004 la Catalina Station⁠(d) de Catalina Sky Survey. 
Obiectul prezintă o orbită caracterizată de o semiaxă mare de 2,3068787572704 UAi, o excentricitate de 0,17, o înclinație de 5,6 ° în raport cu ecliptica.